# Ribouisse
 Ribouisse  es una población y comuna francesa, en la región de Languedoc-Rosellón, departamento de Aude, en el distrito de Carcasona y cantón de Fanjeaux.
Sus habitantes son llamados Ribouissiens.

## Demografía
| 158 | 152 | 122 | 110 | 122 | 103 |
| Para los censos de 1962 a 1999 la población legal corresponde a la población sin duplicidades (Fuente: INSEE [Consultar]) |     |     |     |     |     |